# Trichodesma macrocarpum
Trichodesma macrocarpum är en strävbladig växtart som beskrevs av Karl Heinz Rechinger. Trichodesma macrocarpum ingår i släktet Trichodesma och familjen strävbladiga växter. Inga underarter finns listade i Catalogue of Life.